# Palazzo Arcivescovile (Barletta)
Il Palazzo Arcivescovile è un edificio storico che si trova nel cuore del centro storico di Barletta, in via Nazareth 68.

## Storia e descrizione
Il palazzo è una valida testimonianza di architettura cinquecentesca, rimaneggiata nel 1700.
Fino alla sua soppressione, ha ospitato l'Arcidiocesi di Nazareth, trapiantata a Barletta sul finire del 1300, a causa della riconquista musulmana di Nazareth. Attualmente ospita il museo diocesano papa Pio XI.